# الیشار، مرزیفان
الیشار، مرزیفان (به لاتین: Alişar, Merzifon) یک منطقهٔ مسکونی در ترکیه است که در استان آماسیه واقع شده‌است.